# Fem (revista)
Fem (Ciudad de México 1976 - 2005) es una importante revista feminista y la primera de América Latina, que se editó impresa entre 1976 y 2005, siendo digital desde entonces. 

## Fundación
Su idea fue concebida en 1975 durante una conferencia en Morelia, Michoacán, y fue establecida al año siguiente por Alaíde Foppa y Margarita García Flores. Foppa financió el proyecto ella misma, y con la ayuda de sus amigos y amigas artistas, quienes donaron su obra para financiarla. La revista Fem fue una de las revistas más largas y activas sobre temas feministas que se publicaron en América Latina.  En 2005, su directora, Esperanza Brito de Martí, informó de que la versión impresa se estaba dejando de publicar debido a los elevados costos y que, a partir de entonces, la revista sólo se publicaría en línea. La revista se centra en cuestiones sociales y políticas, el arte y el cine. Contiene noticias, poesía y relatos cortos. Los temas van desde la violencia doméstica hasta la atención de la salud, las mujeres en el movimiento estudiantil, el SIDA, la prostitución y las chicanas. La sede está en la Ciudad de México. La aspiración de la revista era aportar una amplia perspectiva feminista a América Latina, con la esperanza de inspirar los movimientos feministas de base y lograr el reconocimiento de las ideologías feministas en las esferas política y cultural.
Inicialmente las perspectivas feministas de Fem fueron consideradas como el empeño de una élite femenina educada que luchaba por ganar aceptación entre la población. Sin embargo, el éxito inicial se mantuvo gracias a los vínculos con publicaciones como Unomásuno. Durante las entrevistas realizadas por Fem, pocas mujeres que ocupaban puestos en la opinión pública estaban dispuestas a reconocer o identificar sus perspectivas como feministas (por ejemplo, la primera mujer gobernadora de México, Griselda Álvarez). Este sentimiento, del que se hicieron eco varias empleadas de Fem, encontró voz incluso en la cofundadora Elena Poniatowska. Poniatowska eligió no identificarse como feminista, a pesar de sus trabajos y esfuerzos con mujeres de la clase trabajadora que encarnaban claramente una perspectiva feminista.
Fem fue fundamental para establecer que la sexualidad no era simplemente una característica personal, sino también una narrativa política que marcaba la opresión experimentada por las mujeres en todo el mundo. Fem trató de abordar esta cuestión en el ámbito de la sociedad latinoamericana. Al afirmar que las diferencias biológicas de la mujer con respecto al hombre no eran desafíos que debían abordarse individualmente, Fem iluminó la importancia y la naturaleza política de la maternidad, el aborto, la sexualidad, la anticoncepción, el lesbianismo y la violación en entrevistas con personas como Marta Lamas, que fueron significativas en el reconocimiento social de los imperativos de la mujer dentro de la jerarquía masculina dominante en América Latina. 
A pesar del progreso de la conversación sobre los derechos de la mujer, Fem fue deliberadamente cautelosa en la forma en que se acercó a la agencia de la mujer, en particular en relación con los movimientos sociales LGBT dentro de los EE. UU., que a veces quitaban a los hombres como imprescindibles para la vida de las mujeres. Esta estrategia provisional se empleó para evitar la alienación de los desarrollos políticos y culturales más lentos en relación con el género dentro de América Latina. Fem también publicó obras sobre la violencia contra la mujer y la violencia sexual, aunque estos esfuerzos también se abordaron de manera más lenta y cautelosa que otros principios de los feminismos por temor a una peligrosa reacción contra el personal del periódico y las mujeres alineadas con la comunidad feminista.